# Zagłębie Piechcin
KS Zagłębie Piechcin – polski jednosekcyjny klub sportowy z siedzibą w Piechcinie, założony w 1952 roku pod nazwą Ogniwo Piechcin, następnie zmieniono nazwę na Budowlani Piechcin, a od 1995 roku klub nazywa się Zagłębie Piechcin.
Na początku w jego ramach działało sześć sekcji: piłki nożnej, koszykówki, siatkówki, tenisa stołowego, strzelecka i lekkoatletyczna, a obecnie funkcjonuje wyłącznie sekcja piłki nożnej.
Największym sukcesem piłkarzy Zagłębia Piechcin był awans do III ligi w sezonie 1996/1997.
Obecnie piechcińska drużyna gra w B-klasie.